# مارك لويبرس
مارك لويبرس (بالهولندية: Mark Luijpers)‏ (5 أكتوبر 1970 في هولندا - ) هو لاعب كرة قدم هولندي في مركز الدفاع. لعب مع رودا ياي سي.

## روابط خارجية
- مارك لويبرس على موقع قاعدة بيانات كرة القدم.إي يو (الإنجليزية)
- مارك لويبرس على موقع عالم كرة القدم.نت (الإنجليزية)